# Alfredo Obviar
Alfredo Maria Obviar y Aranda (* 29. August 1889 in Lipa City; † 1. Oktober 1978 in Lucena City) war ein philippinischer Geistlicher und römisch-katholischer Bischof von Lucena.

## Leben

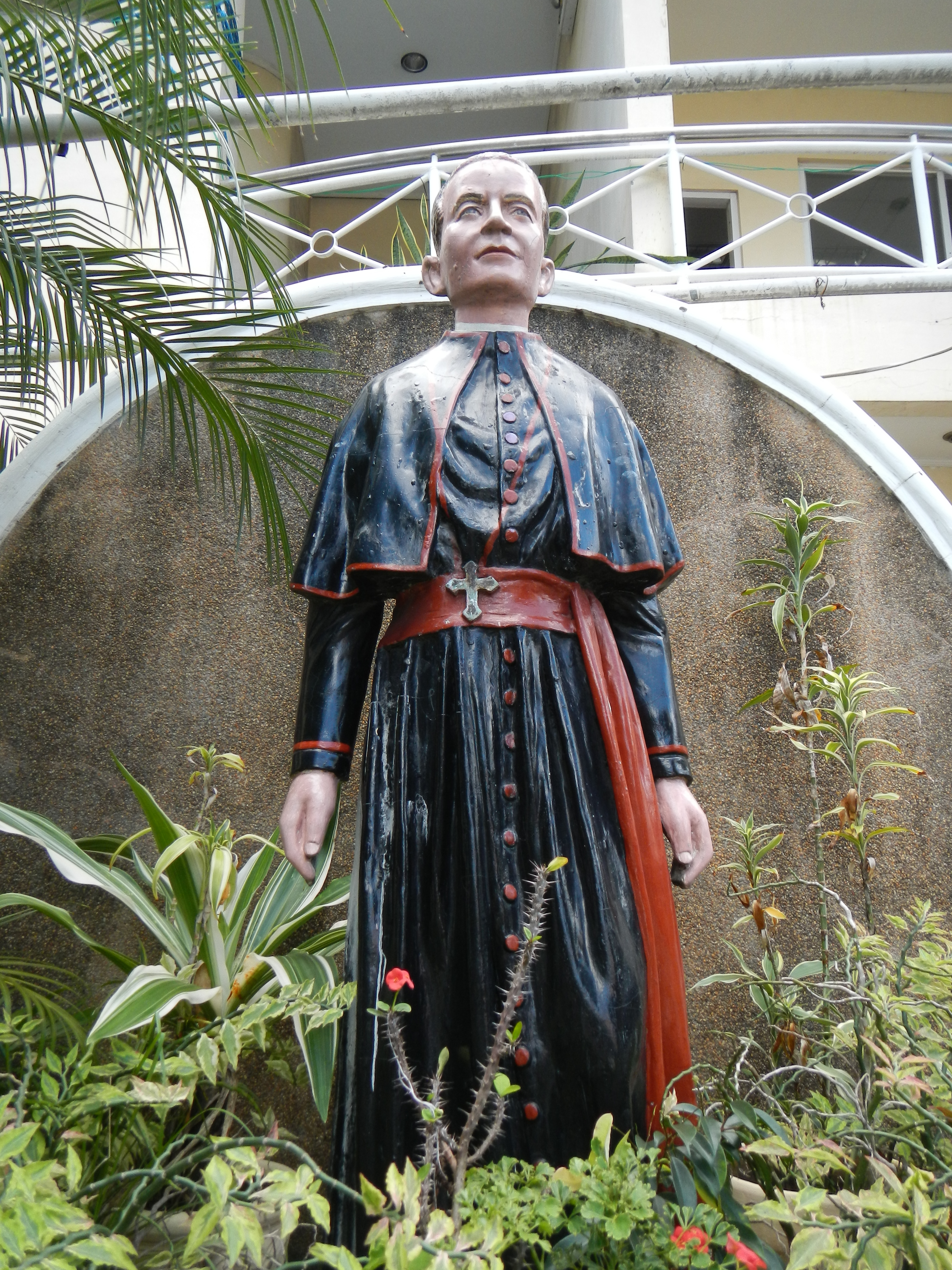
Alfredo Obviar, Statue in Lucena City

Alfredo Obviar studierte Philosophie und Theologie und empfing am 15. März 1919 das Sakrament der  Priesterweihe für das Bistum Lipa.
Papst Pius XII. ernannte ihn am 11. März 1944 zum Weihbischof in Lipa und zum Titularbischof von Linoë. Der Apostolische Delegat auf den Philippinen, Erzbischof Guglielmo Piani SDB, spendete ihm am 29. Juni desselben Jahres die Bischofsweihe. Mitkonsekratoren waren Pedro Paulo Santos Songco, Bischof von Nueva Caceres, und Cesare Marie Guerrero, Weihbischof in Manila.
Am 4. November 1950 ernannte ihn der Papst zum Apostolischen Administrator des wenige Monate zuvor errichteten Bistums Lucena. Er nahm als Konzilsvater an der ersten Sitzungsperiode des Zweiten Vatikanischen Konzils teil.
Papst Paul VI. ernannte ihn am 21. Juni 1969 zum ersten Diözesanbischof von Lucena. Am 25. September 1976 nahm Papst Paul VI. seinen altersbedingten Rücktritt an.
Im Jahr 2005 wurde für ihn der Seligsprechungsprozess eröffnet. Papst Franziskus erkannte ihm am 7. November 2018 den heroischen Tugendgrad zu.